# Сварное соединение
Сварное соединение — неразъёмное соединение, выполненное сваркой.
Сварное соединение включает три характерные зоны, образующиеся во время сварки: зону сварного шва, зону сплавления и зону термического влияния, а также часть металла, прилегающую к зоне термического влияния.

Зоны сварного соединения: самая светлая — зона основного металла, темнее — зона термического влияния, самая тёмная область в центре — зона сварного шва. Между зоной термического влияния и зоной сварного шва находится зона расплавления.

Сварной шов — участок сварного соединения, образовавшийся в результате кристаллизации расплавленного металла или в результате пластической деформации при сварке давлением или сочетания кристаллизации и деформации.
Металл шва — сплав, образованный расплавленным основным и наплавленным металлами или только переплавленным основным металлом.
Основной металл — металл подвергающихся сварке соединяемых частей.
Зона сплавления — зона частично сплавившихся зёрен на границе основного металла и металла шва.
Зона термического влияния — участок основного металла, не подвергшийся расплавлению, структура и свойства которого изменились в результате нагрева при сварке или наплавке.

## Основные типы сварных соединений
- Стыковое — сварное соединение двух элементов, примыкающих друг к другу торцовыми поверхностями.
- Нахлёсточное — сварное соединение, в котором сваренные элементы расположены параллельно и частично перекрывают друг друга.
- Угловое — сварное соединение двух элементов, расположенных под углом и сваренных в месте примыкания их краев.
- Тавровое — сварное соединение, в котором торец одного элемента примыкает под углом и приварен к боковой поверхности другого элемента.
- Торцевое — сварное соединение, в котором боковые поверхности сваренных элементов примыкают друг к другу.

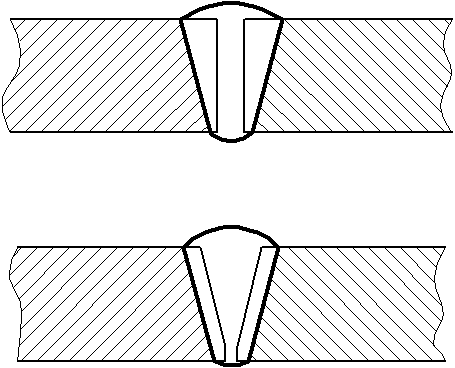
Стыковое сварное соединение. Сверху - без раздела кромок, снизу - с симметричной V-образной разделкой кромок под сварку.
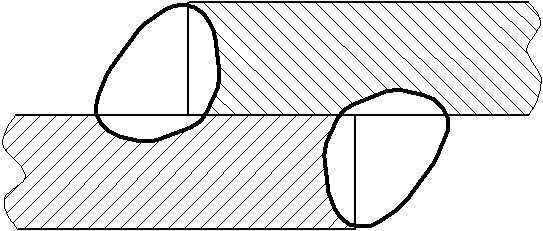
Двустороннее нахлёсточное сварное соединение.
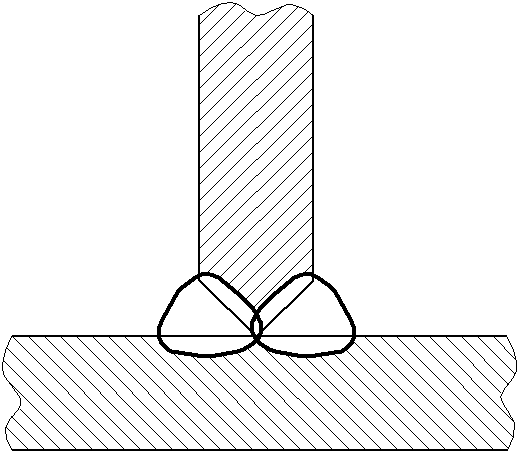
Тавровое сварное соединение с симметричной разделкой кромок под сварку.
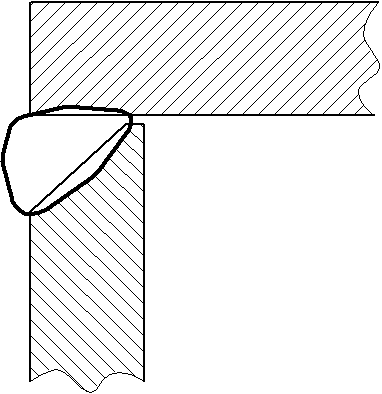
Угловое сварное соединение с односторонней разделкой кромок под сварку.
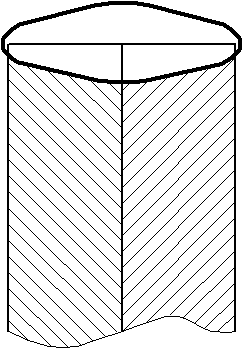
Торцовое сварное соединение.